# Joan Tena
Joan Tena, nombre artístico de Juan Antonio Tenllado Navarro (Barcelona, 9 de octubre de 1977), cantautor español.

## Trayectoria artística
Desde los 19 años vivía de su música haciendo actuaciones en bares musicales de Hospitalet de Llobregat y Barcelona, en los que coincide con los cantautores Albert Fibla, Antonio Orozco, Pedro Javier Hermosilla, entre otros. En el 2000 fue finalista del concurso La veu de l'estiu, sección del programa que presentaba Jordi González en TV3. Ese mismo año participó como guitarrista en una obra de teatro titulada El baró i la leprosa. Un año más tarde cursó estudios de interpretación y teatro musical en la escuela Eòlia de Barcelona y grabó dos cortos como protagonista para una escuela de cine.
Joan Tena fue elegido entre más 100.000 jóvenes para entrar en la Academia Operación Triunfo. Joan es el sexto finalista en la segunda edición del programa en el año 2002. Según las reglas del programa, una vez expulsado del programa, Tena necesitaba vender 200.000 copias del sencillo de su autoría Ve, prueba y verás, cifra que consigue vender gracias a la movilización de sus seguidores, de esta manera consigue su objetivo de grabar su primer disco. En 2003 se edita Cosas que pasan, su primer disco compuesto por catorce canciones. Diez de ellas compuestas letra y música por Joan Tena, y 4 adaptaciones de temas en inglés, incluyendo un dúo con Paul Carrack en el tema Eyes of blue (Mirada Azul), Joan Tena y Gustavo Gabetta escriben la adaptación al castellano. Con este disco realiza una gira por varias salas de España y Rosario (Argentina).
Durante un tiempo de inactividad pública ha producido, compuesto y colaborado con otros cantantes (Pedro Javier Hermosilla, Nena Daconte, Hugo Salazar, Litus, Galiot, Albert Fibla, entre otros) y en 2007, publica 2 maneras, en el que es intérprete, músico, autor y productor. El disco fue grabado en el estudio de grabación del cantante e incluye dos canciones en lengua catalana: Sense tu y Cada cop que penso en tu.
Tras años de actuaciones en directo en pequeños escenarios dedicados a la canción de autor, Joan Tena publica en 2024 su disco La singularidad del todo.

## Discografía
- Cosas que pasan (Vale Music 2003)[5]
- Tocando el suelo (Majoni Music 2005)
- 2 Maneras (Mass-records/Majoni Music 2007)
- La singularidad del todo (2024)

## Colaboraciones
- Médicos del Mundo Sin tu corazón no somos nada (2005)
- Tony Santos Sexy (2007)
- Hugo Salazar En el silencio (2007)
- Nena Daconte Retales de Carnaval (2008).
- Carme Juan Ocupas mi Pensamiento (2013)
- Miquel Roldán ""7 AM"" (2021)
- Tontxu Me asusté Invental (2021)

## Producciones Realizadas
- Joan Tena Tocando el suelo (2006)
- Joan Tena 2Maneras (2007)
- Mediterráneo Música sin aditivos (2007)
- Lunatic "30 años" (2007)
- Ramón Cruz La mañana que te fuiste (Remezclas 2008)
- Lewis Larke Band (Mezclas 2008)
- Erik Göransson (2008)
- Jorge Tylki (2012)
- Rubén Mata "Teoría del caos y de tu boca" (2013)